# Cheilotoma voriseki
Cheilotoma voriseki es un insecto coleóptero de la familia Chrysomelidae.
Fue descrita científicamente en 2003 por Medvedev & Kantner.